# Dragon Princess
Pour plus de détails, voir Fiche technique et Distribution.
Dragon Princess (必殺女拳士, Hissatsu onna kenshi, connu aussi sous le titre de Sonny Chiba's Dragon Princess) est un film japonais d'arts martiaux réalisé par Yutaka Kohira (ja) et sorti en 1976.

## Synopsis
Le maître d'arts martiaux Isshin Higaki a été roué de coups et laissé paralysé par son rival Nikaido. Il entraîne sa fille, Yumi, pour qu'elle revienne le venger en battant Nikaido…

## Fiche technique
- Titre : Dragon Princess
- Titre original : 必殺女拳士 (Hissatsu onna kenshi?)
- Réalisation : Yutaka Kohira (ja)
- Scénario : Hiroo Matsuda (ja)
- Musique : Shunsuke Kikuchi
- Photographie : Hanjirō Nakada
- Production : Tōei
- Pays d'origine :  Japon
- Langue originale : japonais
- Genre : film d'action, film d'arts martiaux
- Durée : 81 minutes[1]
- Dates de sortie :
  - Japon : 31 janvier 1976[1]
  - Allemagne : 6 mai 1977

## Distribution
- Etsuko Shihomi : Yumi Higaki
- Sonny Chiba : Isshin Higaki
- Yasuaki Kurata : Masahiko Okizaki
- Jirō Chiba : Jiro Chinen
- Bin Amatsu : Hironobu Nikaido
- Yoshi Katō : Kakuzen

## Récompenses et distinctions

### Nominations
- Saturn Award 2008 :
  - Saturn Award de la meilleure collection DVD (au sein du coffret Sonny Chiba Collection)